# فرناندو سانشيز (ممثل)
فرناندو سانشيز (بالإسبانية: Fernando Sánchez Polack)‏ هو ممثل إسباني، ولد في 11 أغسطس 1920 ببلنسية في إسبانيا، وتوفي في 24 يناير 1982 بمدريد في إسبانيا.

## أعمال

### أفلام
- (1964) من أجل حفنة دولارات

## وصلات خارجية
- فرناندو سانشيز على موقع IMDb (الإنجليزية)
- فرناندو سانشيز على موقع ألو سيني (الفرنسية)
- فرناندو سانشيز على موقع قاعدة بيانات الأفلام السويدية (السويدية)
- فرناندو سانشيز على موقع قاعدة بيانات الفيلم (الإنجليزية)
- فرناندو سانشيز على موقع كينوبويسك (الروسية)